# Aloha artemisiae
Aloha artemisiae är en insektsart som först beskrevs av George Willis Kirkaldy 1910.  Aloha artemisiae ingår i släktet Aloha och familjen sporrstritar. Inga underarter finns listade i Catalogue of Life.